# Nördliche Talleitenspitze
Nördliche Talleitenspitze är en bergstopp i Österrike.   Den ligger i distriktet Lienz och förbundslandet Tyrolen, i den centrala delen av landet, 300 km sydväst om huvudstaden Wien. Toppen på Nördliche Talleiten Spitze är 3 054 meter över havet, eller 21 meter över den omgivande terrängen. Bredden vid basen är 0,20 km.
Terrängen runt Nördliche Talleitenspitze är huvudsakligen bergig, men den allra närmaste omgivningen är kuperad. Närmaste större samhälle är Lienz, 15,9 km söder om Nördliche Talleiten Spitze. 
Trakten runt Nördliche Talleitenspitze består i huvudsak av gräsmarker. Runt Nördliche Talleitenspitze är det ganska glesbefolkat, med 27 invånare per kvadratkilometer.